# Ассирийский календарь
Ассирийский календарь (ܣܘܼܪܓܵܕ݂ܵܐ ܐܵܬ݂ܘܿܪܵܝܵܐ sūrgāḏā ʾĀṯōrāyā) — лунный календарь, используемый современными ассирийцами.

## История
Исторически и в некоторых современных источниках ассирийцы датировали свой календарь в соответствии с эрой Селевкидов (ܕܝܲܘܢܵܝܹ̈ܐ d-yawnāyē, буквально "греков"), начиная с первого дня Tešrīn Qḏīm в 312 году до н.э..
Однако современный ассирийский календарь использует другое исчисление: 4750 год до н.э. был установлен в качестве первого года в 1950-х годах, на основе серии статей, опубликованных в ассирийском националистическом журнале Gilgamesh. Первая статья появилась в 1952 году и была написана Nimrod Simono и касалась фестиваля Акиту, затем статья Jean Alkhas в 1955 году (апрельский номер 34) установила 4750 год до н.э. в качестве отправной точки. Алхас ссылался на французского археолога, которого он не назвал, который утверждал, что клинописная табличка, датируемая 4750 годом до н.э., упоминает год успокоения великого потопа и начала жизни.

## Новый год
Год начинается с первым появлением весны. В юлианском календаре весеннее равноденствие постепенно отошло от 21 марта. Григорианская реформа календаря восстановила весеннее равноденствие к его первоначальной дате, но поскольку фестиваль теперь был привязан к дате, а не к астрономическому событию, Ха б-Нисан остается фиксированным 21 марта в юлианском исчислении, что соответствует 1 апреля в григорианском календаре. Календарь, принятый древними ассирийцами, также имел месяц "Нисан" в начале календаря, что привело к термину "Ха б-Нисан", или "первый из Нисана".

## Месяцы
| СЕЗОН | МЕСЯЦ         | ТРАНСЛИТЕРАЦИЯ             | ИНФОРМАЦИЯ                            | Божество | ДНЕЙ | ГРИГОРИАНСКИЙ КАЛЕНДАРЬ |
| ----- | ------------- | -------------------------- | ------------------------------------- | -------- | ---- | ----------------------- |
| ВЕСНА | арам. ܢܝܣܢ    | Эйприл-Нисон               | Счастливый месяц                      | Энлиль   | 31   | март апрель             |
| ВЕСНА | арам. ܐܝܪ     | Яар-Ияр                    | Месяц любви                           | Хая      | 31   | апрель май              |
| ВЕСНА | арам. ܚܙܝܪܢ   | Ğziran-Hzirin              | Месяц строительства                   | Син      | 31   | май июнь                |
| ЛЕТО  | арам. ܬܡܘܙ    | Тамуз-Тамуз                | Жатвенный месяц                       | Таммуз   | 31   | июнь июль               |
| ЛЕТО  | арам. ܐܒ/ܛܒܚ  | Т'даббаг-Тиббаг            | Месяц созревания плодов               | Шамаш    | 31   | июль август             |
| ЛЕТО  | арам. ܐܝܠܘܠ   | Элул-Илуль                 | Распылитель семян Месяц               | Иштар    | 30   | август сентябрь         |
| ОСЕНЬ | арам. ܬܫܪܝܢ ܐ | Тишрин I                   | Месяц обработки                       | Ану      | 30   | сентябрь октябрь        |
| ОСЕНЬ | арам. ܬܫܪܝܢ ܒ | Тишрин II                  | Месяц пробуждения погребенного семени | Мардук   | 30   | октябрь ноябрь          |
| ОСЕНЬ | арам. ܟܢܘܢ ܐ  | Канон I                    | Месяц дизайна (беременность)          | Нергал   | 30   | ноябрь декабрь          |
| ЗИМА  | арам. ܟܢܘܢ ܒ  | Канон II                   | Месяц отдыха                          | Нашо     | 30   | декабрь январь          |
| ЗИМА  | арам. ܫܒܛ     | Сват (Настойчивость)-Ишвит | Месяц наводнения                      | Раман    | 30   | январь февраль          |
| ЗИМА  | арам. ܐܕܪ     | Адаар – Одар               | Месяц злых духов                      | Рохатий  | 29   | февраль март            |